# SHA-3
SHA-3 (Keccak — произносится как «кечак») — алгоритм хеширования переменной разрядности, разработанный группой авторов во главе с Йоаном Дайменом, соавтором Rijndael, автором шифров MMB, SHARK, Noekeon, SQUARE и BaseKing. 2 октября 2012 года Keccak стал победителем конкурса криптографических алгоритмов, проводимого Национальным институтом стандартов и технологий США. 5 августа 2015 года алгоритм утверждён и опубликован в качестве стандарта FIPS 202. В программной реализации авторы заявляют о 12,5 циклах на байт при выполнении на ПК с процессором Intel Core 2. Однако в аппаратных реализациях Keccak оказался намного быстрее, чем все другие финалисты.

Конструкция функции губки, использованная в хеш-функции. P_{i} — входные блоки, Z_{j} — выход алгоритма. Размер c («capacity») неиспользуемого для вывода набора битов должен быть значительным для достижения устойчивости к атакам

Алгоритм SHA-3 построен по принципу криптографической губки (данная структура криптографических алгоритмов была предложена авторами алгоритма Keccak ранее).

## История
В 2004—2005 годах несколько алгоритмов хеширования были атакованы, в том числе были опубликованы серьезные атаки против алгоритма SHA-1, утвержденного Национальным институтом стандартов и технологий (NIST). В ответ NIST провел открытые семинары и 2 ноября 2007 года анонсировал конкурс на разработку нового алгоритма хеширования. 2 октября 2012 года победителем конкурса стал алгоритм Keccak и был стандартизован как новый алгоритм SHA-3. 5 августа 2015 года алгоритм утвержден и опубликован в качестве стандарта FIPS 202.
Алгоритм был разработан Гвидо Бертони, Йоаном Дайменом, Жилем Ван Аше из STMicroelectronics и Микаэлем Питерсом из NXP.
Алгоритм основан на более ранних хеш-функциях Panama и RadioGatún. Panama был разработан Дайменом и Крейгом Клэппом в 1998 году, RadioGatún был реализован на основе Panama Дайменом, Питерсом и Ван Аше в 2006 году.
В ходе конкурса конкурсантам разрешалось вносить изменения в свой алгоритм для исправления обнаруживающихся проблем. Изменения, внесенные в алгоритм Keccak:
- Количество раундов было увеличено с 12 + {\displaystyle l} до 12 + 2{\displaystyle l}
- Padding был изменён со сложной формы на более простую, описанную ниже
- Скорость (rate) r была увеличена до предела безопасности (ранее округлялась вниз до ближайшей степени 2)

## Алгоритм
Хеш-функции семейства SHA-3 построены на основе конструкции криптографической губки, в которой данные сначала «впитываются» в губку, при котором исходное сообщение {\displaystyle M} подвергается многораундовым перестановкам {\displaystyle f}, затем результат {\displaystyle Z} «отжимается» из губки. На этапе «впитывания» блоки сообщения суммируются по модулю 2 с подмножеством состояния, после чего всё состояние преобразуется с помощью функции перестановки {\displaystyle f}. На этапе «отжимания» выходные блоки считываются из одного и того же подмножества состояния, изменённого функцией перестановок {\displaystyle f}. Размер части состояния, который записывается и считывается, называется «скоростью» (англ. rate) и обозначается {\displaystyle r}, а размер части, которая нетронута вводом / выводом, называется «ёмкостью» (англ. capacity) и обозначается {\displaystyle c}.
Алгоритм получения значения хеш-функции можно разделить на несколько этапов:
- Исходное сообщение {\displaystyle M} дополняется до строки {\displaystyle P} длины, кратной {\displaystyle r}, с помощью функции дополнения (pad-функции);
- Строка {\displaystyle P} делится на {\displaystyle n} блоков длины {\displaystyle r}: {\displaystyle P_{0},P_{1},...,P_{n-1}};
- «Впитывание»: каждый блок {\displaystyle P_{i}} дополняется нулями до строки длины {\displaystyle b} бит и суммируется по модулю 2 со строкой состояния {\displaystyle S}, где {\displaystyle S} — строка длины {\displaystyle b} бит ({\displaystyle b} = {\displaystyle r} + {\displaystyle c}). Перед началом работы функции все элементы {\displaystyle S} равны нулю. Для каждого следующего блока состояние — строка, полученная применением функции перестановок {\displaystyle f} к результату предыдущего шага;
- «Отжимание»: пока длина {\displaystyle Z} меньше {\displaystyle d} ({\displaystyle d} — количество бит в результате хеш-функции), к {\displaystyle Z} добавляется {\displaystyle r} первых бит состояния {\displaystyle S}, после каждого прибавления к {\displaystyle S} применяется функция перестановок {\displaystyle f}. Затем {\displaystyle Z} обрезается до длины {\displaystyle d} бит;
- Строка {\displaystyle Z} длины {\displaystyle d} бит возвращается в качестве результата.

Благодаря тому, что состояние содержит {\displaystyle c} дополнительных бит, алгоритм устойчив к атаке удлинением сообщения, к которой восприимчивы алгоритмы SHA-1 и SHA-2.
В SHA-3 состояние {\displaystyle S} — это массив 5 × 5 слов длиной {\displaystyle w} = 64 бита, всего 5 × 5 × 64 = 1600 бит. Также в Keccak могут использоваться длины {\displaystyle w}, равные меньшим степеням 2 (от {\displaystyle w} = 1 до {\displaystyle w} = 32).

## Дополнение
Для того, чтобы исходное сообщение M можно было разделить на блоки длины r, необходимо дополнение. В SHA-3 используется паттерн pad10*1: к сообщению добавляется 1, после него — 0 или больше нулевых битов (до r-1), в конце — 1.
r-1 нулевых битов может быть добавлено, когда последний блок сообщения имеет длину r-1 бит. Этот блок дополняется единицей, следующий блок будет состоять из r-1 нулей и единицы.
Два единичных бита добавляются и в том случае, если длина исходного сообщения M делится на r. В этом случае к сообщению добавляется блок, начинающийся и оканчивающийся единицами, между которыми r-2 нулевых битов. Это необходимо для того, чтобы для сообщения, оканчивающегося последовательностью битов как в функции дополнения, и для сообщения без этих битов значения хеш-функции были различны.
Первый единичный бит необходим для того, чтобы результаты хеш-функции от сообщений, различающихся несколькими нулевыми битами в конце, были различны.

## Функция перестановок
Функция перестановок, используемая в SHA-3, включает в себя исключающее «ИЛИ» (XOR), побитовое «И» (AND) и побитовое отрицание (NOT). Функция определена для строк длины-степени 2 {\displaystyle w=2^{l}}. В основной реализации SHA-3 {\displaystyle w=64} ({\displaystyle l=6}).
Состояние {\displaystyle S} можно представить в виде трёхмерного массива {\displaystyle A} размером 5 × 5 × {\displaystyle w}. Тогда элемент массива {\displaystyle A[i][j][k]} - это {\displaystyle (5i+j)\times w+k} бит строки состояния {\displaystyle S}.
Функция содержит несколько шагов: {\displaystyle \theta }, {\displaystyle \rho }, {\displaystyle \pi }, {\displaystyle \chi }, {\displaystyle \iota }, которые выполняются несколько раундов. На каждом шаге обозначим входной массив A, выходной массив A'.

### Шагθ{\displaystyle \theta }
Для всех {\displaystyle i} и {\displaystyle k}, таких, что {\displaystyle 0\leqslant i<5}, {\displaystyle 0\leqslant k<w}, положим
{\displaystyle C(i,k)=A[i,0,k]\oplus A[i,1,k]\oplus A[i,2,k]\oplus A[i,3,k]\oplus A[i,4,k]}
{\displaystyle D(i,k)=C[(i-1){\bmod {5}},k]\oplus C[(i+1){\bmod {5}},(k-1){\bmod {w}}]}
Для всех {\displaystyle (i,j,k)}, таких, что {\displaystyle 0\leqslant i<5}, {\displaystyle 0\leqslant j<5}, {\displaystyle 0\leqslant k<w}, 
{\displaystyle A'[i,j,k]=A[i,j,k]\oplus D[i,k]}

### Шагρ{\displaystyle \rho }
Для всех {\displaystyle k}, таких, что {\displaystyle 0\leqslant k<w}, {\displaystyle A'[0,0,k]=A[0,0,k]}
Пусть в начале {\displaystyle (i,j)=(1,0)}. Для {\displaystyle t} от 0 до 23:
1. Для всех {\displaystyle k}, таких, что {\displaystyle 0\leqslant k<w}, {\displaystyle A'[i,j,k]=A[i,j,(k-(t+1)(t+2)/2){\bmod {w}}]}
2. {\displaystyle (i,j)=(j,(2i+3j){\bmod {5}})}

### Шагπ{\displaystyle \pi }
Для всех {\displaystyle (i,j,k)}, таких, что {\displaystyle 0\leqslant i<5}, {\displaystyle 0\leqslant j<5}, {\displaystyle 0\leqslant k<w}
{\displaystyle A'[i,j,k]=A[(i+3j){\bmod {5}},i,k]}

### Шагχ{\displaystyle \chi }
Для всех {\displaystyle (i,j,k)}, таких, что {\displaystyle 0\leqslant i<5}, {\displaystyle 0\leqslant j<5},
{\displaystyle A'[i,j,k]=A[i,j,k]\oplus ((A[(i+1){\bmod {5}},j,k]\oplus 1)\cdot A[(i+2){\bmod {5}},j,k])}

### Шагι{\displaystyle \iota }
Введем дополнительную функцию {\displaystyle rc(t)}, где вход — целое число {\displaystyle t}, а на выходе — бит.

#### Алгоритмrc(t){\displaystyle rc(t)}
1. Если {\displaystyle t{\bmod {2}}55=0}, то возвращается 1
2. Пусть {\displaystyle R=[10000000]}
3. Для i от 1 до t mod 255:
  1. R = 0 || R
  2. {\displaystyle R[0]=R[0]\oplus R[8]}
  3. {\displaystyle R[4]=R[4]\oplus R[8]}
  4. {\displaystyle R[5]=R[5]\oplus R[8]}
  5. {\displaystyle R[6]=R[6]\oplus R[8]}
  6. {\displaystyle R=Trunc_{8}[R]}
4. Возвращается {\displaystyle R[0]}{\displaystyle .}

#### Алгоритмι(A,ir){\displaystyle \iota (A,i_{r})}
{\displaystyle i_{r}} — номер раунда.
1. Для всех {\displaystyle (i,j,k)}, таких, что {\displaystyle 0\leqslant i<5}, {\displaystyle 0\leqslant j<5}, {\displaystyle 0\leqslant k<w} {\displaystyle A'[i,j,k]=A[i,j,k]}
2. Пусть {\displaystyle RC} — массив длины {\displaystyle w}, заполненный нулями.
3. Для {\displaystyle i} от 0 до {\displaystyle l}: {\displaystyle RC[2^{i}-1]=rc(i+7i_{r})}
4. Для всех {\displaystyle k}, таких, что {\displaystyle 0\leqslant k<w}, {\displaystyle A'[0,0,k]=A'[0,0,k]\oplus RC[k]}

### Алгоритм перестановок
1. Перевод строки {\displaystyle S} в массив {\displaystyle A}
2. Для {\displaystyle i_{r}} от {\displaystyle 12+2l-n_{r}} до {\displaystyle 12+2l-1} {\displaystyle A'=\iota (\chi (\pi (\rho (\theta (A)))),i_{r})}
3. Перевод массива {\displaystyle A'} в строку {\displaystyle S'} длины {\displaystyle b}

## Хеширование сообщений произвольной длины
Основой функции сжатия алгоритма является функция f, выполняющая перемешивание внутреннего состояния алгоритма. Состояние (обозначим его A) представляется в виде массива 5×5, элементами которого являются 64-битные слова, инициализированные нулевыми битами (то есть, размер состояния составляет 1600 битов). Функция f выполняет 24 раунда, в каждом из которых производятся следующие действия:
```
 C[x] = A[x, 0] 

  

    

      

        
⊕

      

    

    
{\displaystyle \oplus }

  

 A[x, 1] 

  

    

      

        
⊕

      

    

    
{\displaystyle \oplus }

  

 A[x, 2] 

  

    

      

        
⊕

      

    

    
{\displaystyle \oplus }

  

 A[x, 3] 

  

    

      

        
⊕

      

    

    
{\displaystyle \oplus }

  

 A[x, 4], x = 0…4;
 D[x] = C[x — 1] 

  

    

      

        
⊕

      

    

    
{\displaystyle \oplus }

  

 (С[x + 1] >>> 1), x = 0…4;
 A[x, y] = A[x, y] 

  

    

      

        
⊕

      

    

    
{\displaystyle \oplus }

  

 D[x], x = 0…4, y = 0…4;
 B[y, 2x + 3y] = A[x, y] >>> r[x, y], x = 0…4, y = 0…4;
 A[x, y] = B[x, y] 

  

    

      

        
⊕

      

    

    
{\displaystyle \oplus }

  

 (~B[x + 1, y] & B[x + 2, y]), x = 0…4, y = 0…4, 
```

Где:
B — временный массив, аналогичный по структуре массиву состояния;
C и D — временные массивы, содержащие по пять 64-битных слов;
r — массив, определяющий величину циклического сдвига для каждого слова состояния;
~x — поразрядное дополнение к x;
и операции с индексами массива выполняются по модулю 5.
Кроме приведенных выше операций, в каждом раунде также выполняется наложение операцией XOR раундовой константы на слово A[0, 0].
Перед выполнением функции сжимания накладывается операция XOR фрагментов исходного сообщения с фрагментами исходного состояния. Результат обрабатывается функцией f. Данное наложение в совокупности с функцией сжимания, выполняемые для каждого блока входных данных, представляют собой «впитывающую» (absorbing) фазу криптографической губки.
Стоит отметить, что функция f использует только операции, стойкие к атакам, использующим утечки данных по побочным каналам.
Результирующее хеш-значение вычисляется в процессе выполнения «выжимающей» (squeezing) фазы криптографической губки, основу которой также составляет описанная выше функция f. Возможные размеры хеш-значений — 224, 256, 384 и 512 бит.

## Настройки
Оригинальный алгоритм Keccak имеет множество настраиваемых параметров с целью обеспечения оптимального соотношения криптостойкости и быстродействия для определённого применения алгоритма на определённой платформе. Настраиваемыми величинами являются: размер блока данных, размер состояния алгоритма, количество раундов в функции f() и другие.
На протяжения конкурса хеширования Национального института стандартов и технологий участники имели право настраивать свои алгоритмы для решения возникших проблем. Так, были внесены некоторые изменения в Keccak: количество раундов было увеличено с 18 до 24 с целью увеличения запаса безопасности.
Авторы Keccak учредили ряд призов за достижения в криптоанализе данного алгоритма.
Версия алгоритма, принятая в качестве окончательного стандарта SHA-3, имеет несколько незначительных отличий от оригинального предложения Keccak на конкурс. В частности, были ограничены некоторые параметры (отброшены медленные режимы c=768 и c=1024), в том числе для увеличения производительности. Также в стандарте были введены «функции с удлиняемым результатом» (XOF, Extendable Output Functions) SHAKE128 и SHAKE256, для чего хешируемое сообщение стало необходимо дополнять «суффиксом» из 2 или 4 бит, в зависимости от типа функции.
| Функция        | Формула                  |
| -------------- | ------------------------ |
| SHA3-224(M)    | Keccak[448](M\|01, 224)  |
| SHA3-256(M)    | Keccak[512](M\|01, 256)  |
| SHA3-384(M)    | Keccak[768](M\|01, 384)  |
| SHA3-512(M)    | Keccak[1024](M\|01, 512) |
| SHAKE128(M, d) | Keccak[256](M\|1111, d)  |
| SHAKE256(M, d) | Keccak[512](M\|1111, d)  |

## Дополнительные функции
В декабре 2016 года Национальный институт стандартов и технологий США опубликовал новый документ, NIST SP.800-185, описывающий дополнительные функции на основе SHA-3:
| Функция                        | Описание                                     |
| ------------------------------ | -------------------------------------------- |
| cSHAKE128(X, L, N, S)          | Параметризованная версия SHAKE               |
| cSHAKE256(X, L, N, S)          | Параметризованная версия SHAKE               |
| KMAC128(K, X, L, S)            | Имитовставка на основе Keccak                |
| KMAC256(K, X, L, S)            | Имитовставка на основе Keccak                |
| KMACXOF128(K, X, L, S)         | Имитовставка на основе Keccak                |
| KMACXOF256(K, X, L, S)         | Имитовставка на основе Keccak                |
| TupleHash128(X, L, S)          | Хеширование кортежа строк                    |
| TupleHash256(X, L, S)          | Хеширование кортежа строк                    |
| TupleHashXOF128(X, L, S)       | Хеширование кортежа строк                    |
| TupleHashXOF256(X, L, S)       | Хеширование кортежа строк                    |
| ParallelHash128(X, B, L, S)    | Параллелизуемая хеш-функция на основе Keccak |
| ParallelHash256(X, B, L, S)    | Параллелизуемая хеш-функция на основе Keccak |
| ParallelHashXOF128(X, B, L, S) | Параллелизуемая хеш-функция на основе Keccak |
| ParallelHashXOF256(X, B, L, S) | Параллелизуемая хеш-функция на основе Keccak |

## Тестовые векторы
Значения разных вариантов хеша от пустой строки.
```
SHA3-224("")

6b4e03423667dbb73b6e15454f0eb1abd4597f9a1b078e3f5b5a6bc7

SHA3-256("")

a7ffc6f8bf1ed76651c14756a061d662f580ff4de43b49fa82d80a4b80f8434a

SHA3-384("")

0c63a75b845e4f7d01107d852e4c2485c51a50aaaa94fc61995e71bbee983a2ac3713831264adb47fb6bd1e058d5f004

SHA3-512("")

a69f73cca23a9ac5c8b567dc185a756e97c982164fe25859e0d1dcc1475c80a615b2123af1f5f94c11e3e9402c3ac558f500199d95b6d3e301758586281dcd26

SHAKE128("", 256)

7f9c2ba4e88f827d616045507605853ed73b8093f6efbc88eb1a6eacfa66ef26

SHAKE256("", 512)

46b9dd2b0ba88d13233b3feb743eeb243fcd52ea62b81b82b50c27646ed5762fd75dc4ddd8c0f200cb05019d67b592f6fc821c49479ab48640292eacb3b7c4be
```

Малое изменение сообщения приводит к значительным изменениям в значении хеш-функции благодаря лавинному эффекту, как показано в следующих примерах:
```
SHA3-224("
The quick brown fox jumps over the lazy dog
")

d15dadceaa4d5d7bb3b48f446421d542e08ad8887305e28d58335795

SHA3-224("The quick brown fox jumps over the lazy dog
.
")

2d0708903833afabdd232a20201176e8b58c5be8a6fe74265ac54db0
```

```
SHA3-256("The quick brown fox jumps over the lazy dog")

69070dda01975c8c120c3aada1b282394e7f032fa9cf32f4cb2259a0897dfc04

SHA3-256("The quick brown fox jumps over the lazy dog
.
")

a80f839cd4f83f6c3dafc87feae470045e4eb0d366397d5c6ce34ba1739f734d
```

```
SHA3-384("The quick brown fox jumps over the lazy dog")

7063465e08a93bce31cd89d2e3ca8f602498696e253592ed26f07bf7e703cf328581e1471a7ba7ab119b1a9ebdf8be41

SHA3-384("The quick brown fox jumps over the lazy dog
.
")

1a34d81695b622df178bc74df7124fe12fac0f64ba5250b78b99c1273d4b080168e10652894ecad5f1f4d5b965437fb9
```

```
SHA3-512("The quick brown fox jumps over the lazy dog")

01dedd5de4ef14642445ba5f5b97c15e47b9ad931326e4b0727cd94cefc44fff23f07bf543139939b49128caf436dc1bdee54fcb24023a08d9403f9b4bf0d450

SHA3-512("The quick brown fox jumps over the lazy dog
.
")

18f4f4bd419603f95538837003d9d254c26c23765565162247483f65c50303597bc9ce4d289f21d1c2f1f458828e33dc442100331b35e7eb031b5d38ba6460f8
```

```
SHAKE128("The quick brown fox jumps over the lazy dog", 256)

f4202e3c5852f9182a0430fd8144f0a74b95e7417ecae17db0f8cfeed0e3e66e

SHAKE128("The quick brown fox jumps over the lazy do
f
", 256)

853f4538be0db9621a6cea659a06c1107b1f83f02b13d18297bd39d7411cf10c
```

## Криптоанализ
| Цель         | Тип атаки                    | Выход    | Вариант                                    | CF Call                    | Память                  |
| ------------ | ---------------------------- | -------- | ------------------------------------------ | -------------------------- | ----------------------- |
| Хеш-функция  | Коллизия                     | 160      | r = {240, 640, 1440}, c = 160, 1, 2 раунда |                            |                         |
| Хеш-функция  | Нахождение прообраза         | 80       | r = {240, 640, 1440}, c = 160, 1, 2 раунда |                            |                         |
| Перестановки | Атака-различитель            | Все      | 24 раунда                                  | {\displaystyle 2^{1579}}   |                         |
| Перестановки | Дифференциальное свойство    | Все      | 8 раундов                                  | {\displaystyle 2^{491.47}} |                         |
| Хеш-функция  | Атака-различитель            | 224, 256 | 4 раунда                                   | {\displaystyle 2^{25}}     |                         |
| Хеш-функция  | Коллизия                     | 224, 256 | 2 раунда                                   | {\displaystyle 2^{33}}     |                         |
| Хеш-функция  | Нахождение второго прообраза | 224, 256 | 2 раунда                                   | {\displaystyle 2^{33}}     | {\displaystyle 2^{29}}  |
| Хеш-функция  | Нахождение второго прообраза | 512      | 6 раундов                                  | {\displaystyle 2^{506}}    | {\displaystyle 2^{176}} |
| Хеш-функция  | Нахождение второго прообраза | 512      | 7 раундов                                  | {\displaystyle 2^{507}}    | {\displaystyle 2^{320}} |
| Хеш-функция  | Нахождение второго прообраза | 512      | 8 раундов                                  | {\displaystyle 2^{511.5}}  | {\displaystyle 2^{508}} |
| Хеш-функция  | Коллизия                     | 224, 256 | 4 раунда                                   |                            |                         |